# 土耳其廣播電視公司音樂頻道
土耳其廣播電視公司音樂頻道（土耳其語：TRT Müzik）是土耳其廣播電視公司一條於2009年開播的電視頻道，主要播放各類音樂和訪談節目。這條頻道曾經在2011年3月8日成功舉辦首屆「土耳其廣播電視公司音樂獎」（TRT Müzik Ödülleri），不過因為若干原因這個獎項舉辦了一屆之後就沒有下文。